# Environnement au Venezuela
L'environnement au Venezuela est l'environnement (ensemble des éléments - biotiques ou abiotiques - qui entourent un individu ou une espèce et dont certains contribuent directement à subvenir à ses besoins) du pays Venezuela, pays d'Amérique du Sud.
Le pays possède les plus grandes réserves de pétrole au monde, mais celles-ci, en grande majorité sables bitumineux, sont difficile et coûteuses à extraire.

## La biodiversité du Venezuela

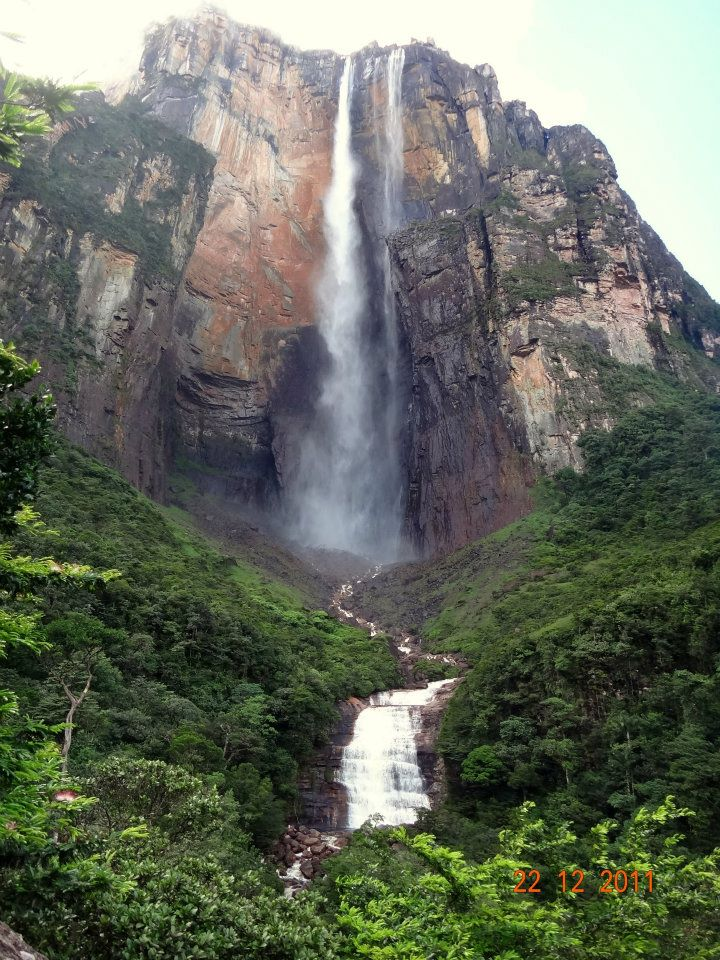
Le Salto Angel, cascade ininterrompue la plus haute du monde (979 m de chute).

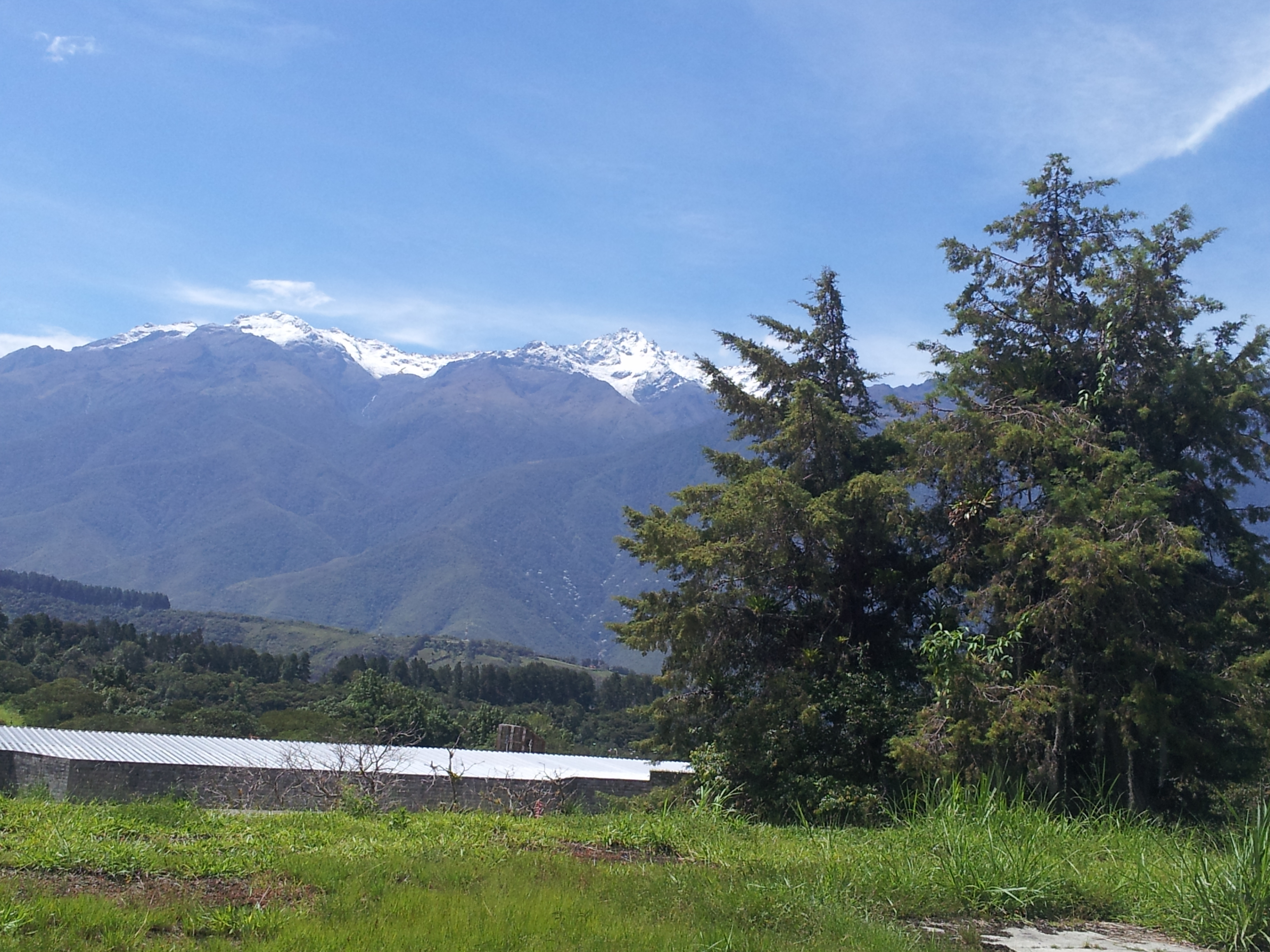
Un paysage andin à l'est du Venezuela, vers Merida.

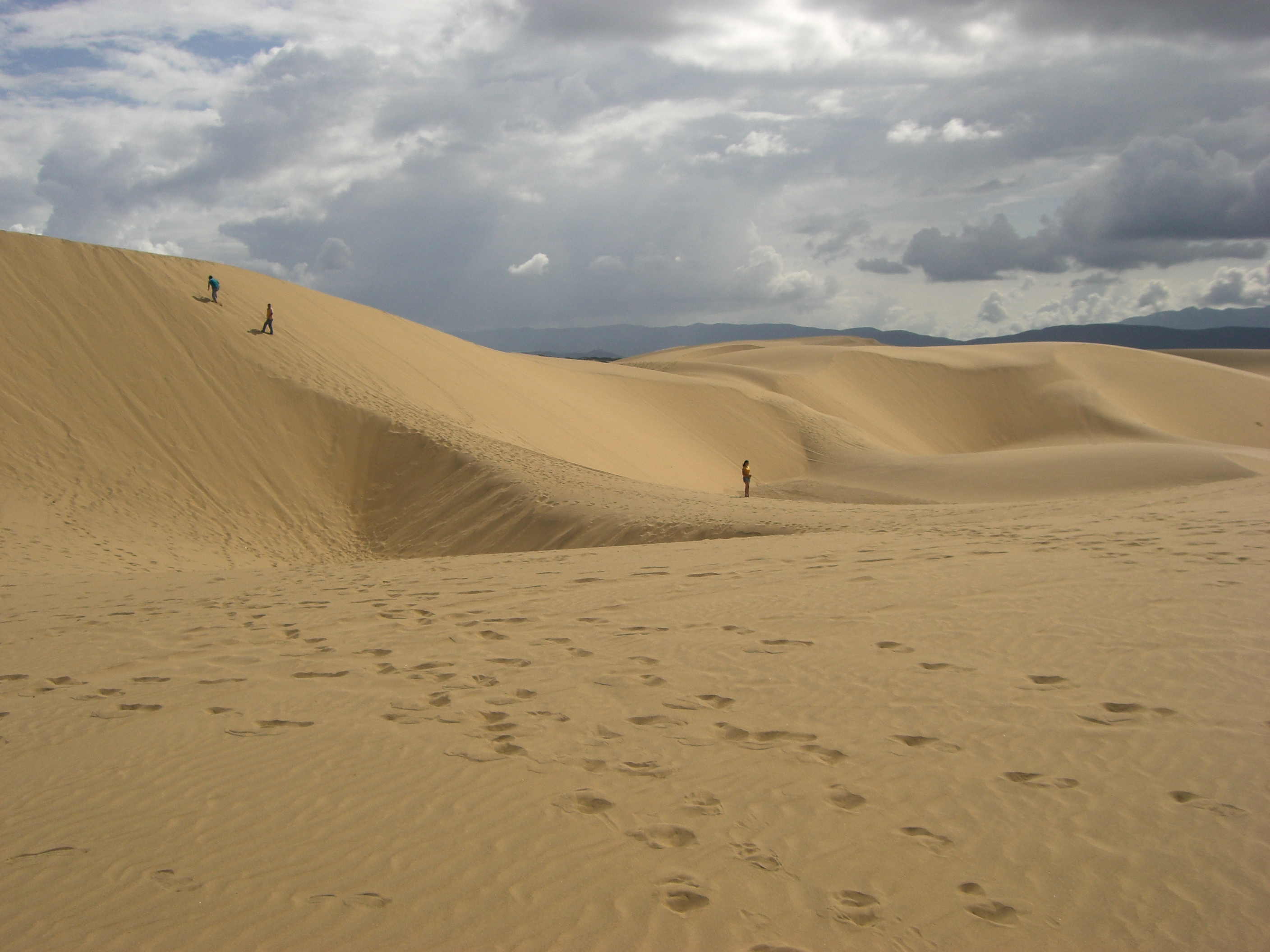
Les dunes de sable du Parc national Los Médanos de Coro.

### Milieux
Le pays présente une importante diversité géographique ; c'est un pays mégadivers à la biodiversité remarquable. L'altitude varie de 0 à 5 007 m. Le Venezuela offre l’ensemble des paysages de l’Amérique du Sud. On y trouve la forêt et la jungle amazoniennes, les montagnes de la Cordillère des Andes, de vastes plaines parcourues de fleuves... Le sol est occupé à 34 % par la forêt et les boisements.
Le climat est de type tropical, chaud et humide, mais plus modéré en altitude.
En 2024, le pays est le premier le long des Andes à perdre la totalité de ses glaciers, qui s’étendaient sur une superficie de près de 1 000 hectares il y a plus d’un siècle. Le dernier glacier du Venezuela, La Corona, situé à 4 940 mètres d’altitude, est désormais réduit à 2 ha de glace contre 450 ha par le passé.

### Faune et flore
Au sein de la faune, 1 300 espèces d'oiseaux ont été répertoriées.
La flore est également diversifiée.

## Impacts sur les milieux naturels

### Activités humaines

#### Agriculture et déforestation
En 2022, le Venezuela fait partie des 50 États en bonne voie pour mettre fin à la déforestation sur leur territoire d’ici à la fin de la décennie (soit d'ici 2030).

#### Infrastructures et transports

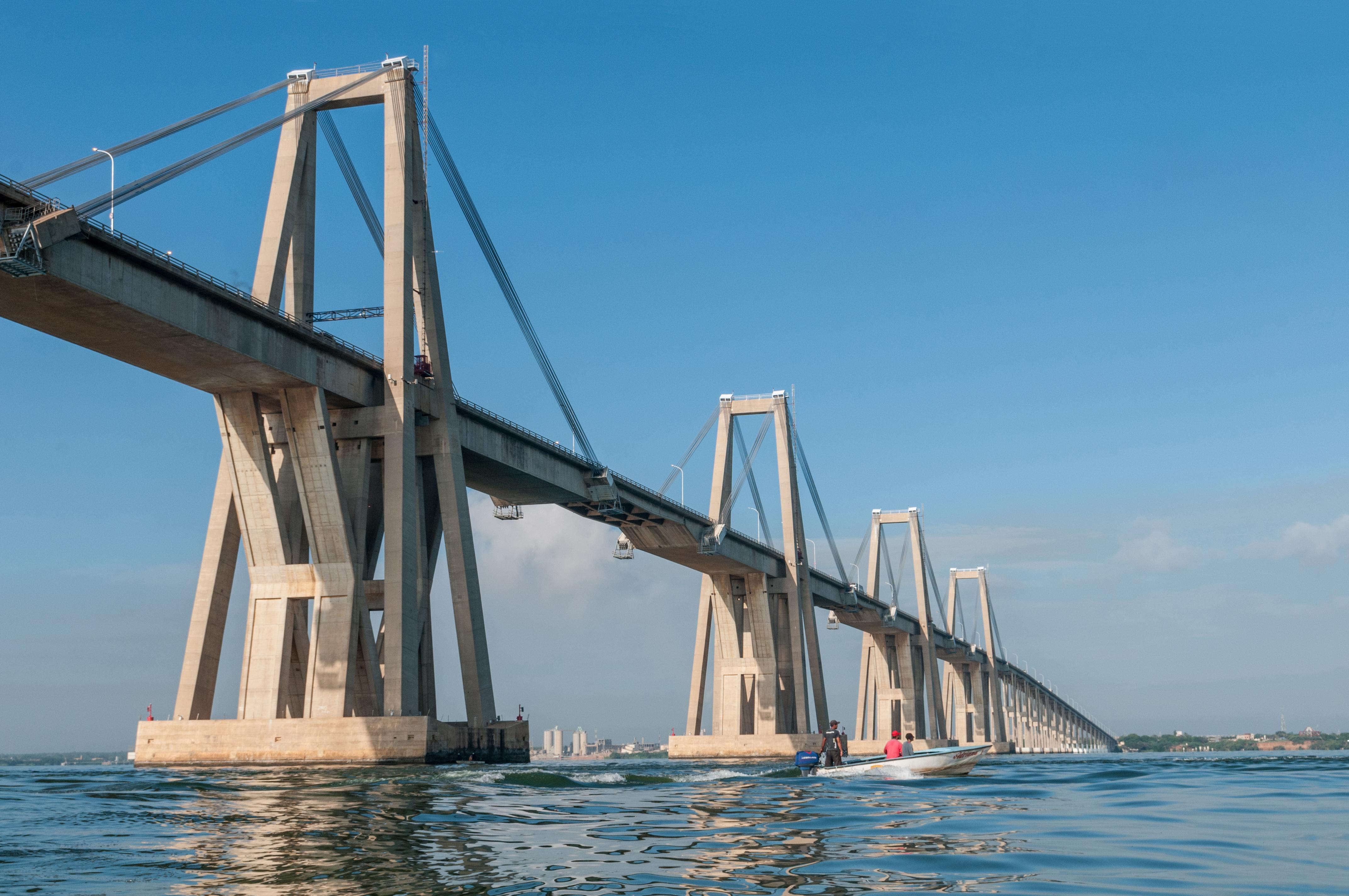
Le pont Rafael Urdaneta, d'une longueur de 8.7 km; le deuxième plus long d'Amérique Latine.

#### Tourisme

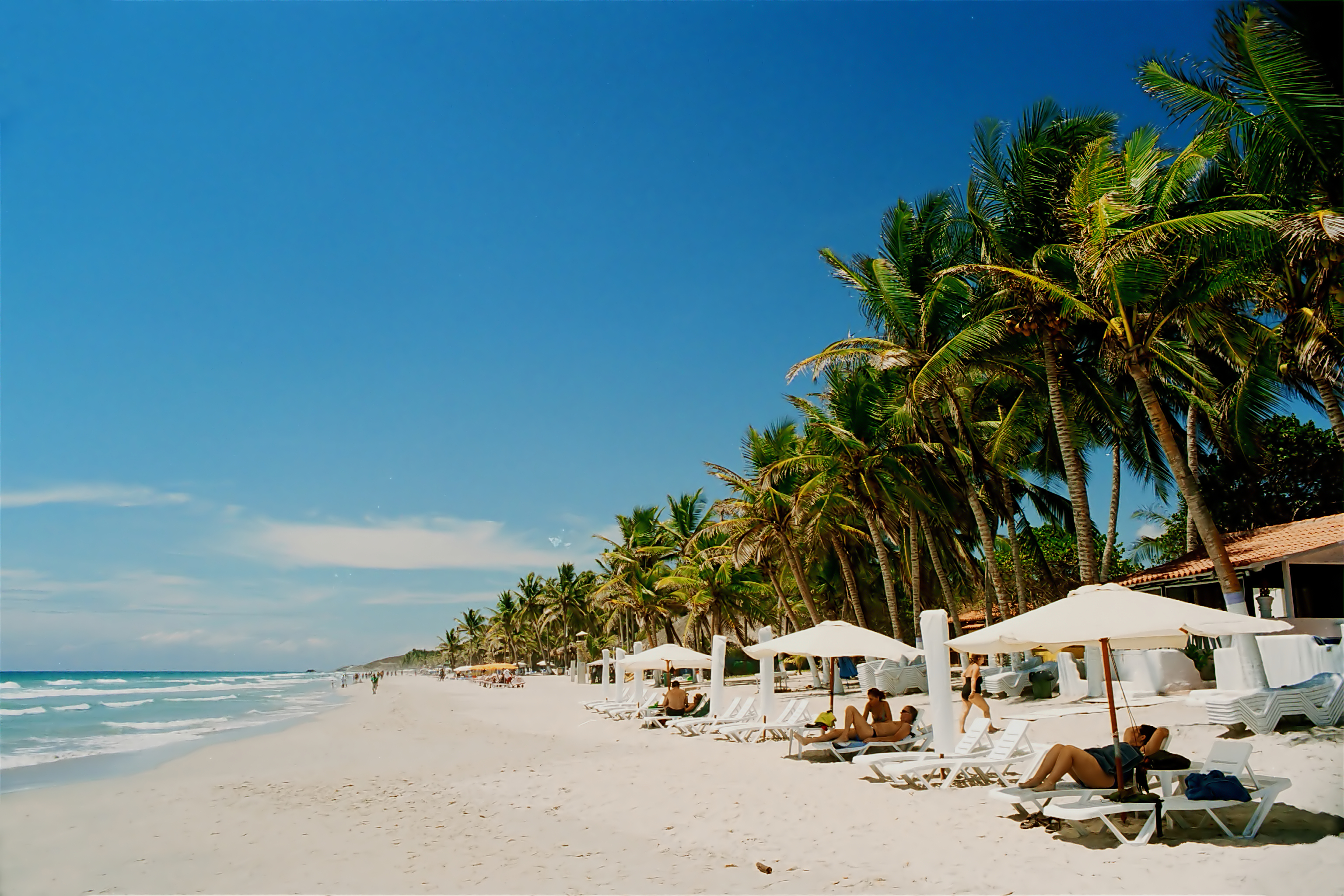
Une plage sur l'île de Margarita, première destination touristique du pays.

Le tourisme' s'est considérablement développé pendant des décennies, notamment en raison de sa position géographique, de la diversité des paysages, de la richesse des plantes et de la faune, des expressions artistiques et du climat tropical privilégié du pays, propice à chaque région tout au long de l'année.  
Toutefois, depuis les années 2010, le pays connaît une crise économique et politique très grave qui touche le tourisme dans l’ensemble du pays.

### Pression sur les ressources non renouvelables et politique énergétique
Le Venezuela est, notamment dans les années 1990, une puissance énergétique majeure avec des réserves prouvées de 302 milliards de barils de pétrole, ce qui en fait le premier pays au monde dans le classement par réserves de pétrole prouvées devant l'Arabie saoudite ; mais près des trois quarts de ces réserves (224 milliards de barils) sont des sables bitumineux, dont l'exploitation est malaisée et très polluante. 
Le pays est riche d'autres matières premières telles que le gaz naturel. 
Les ressources hydrauliques sont également exploitées avec le barrage de Guri, le 4e plus important au monde.

### Déforestation
La Constitution de 1999 promulguée par Hugo Chávez prévoit la protection des espaces naturels et des cultures ancestrales. Théoriquement, les ethnies indigènes disposent d'un droit de regard sur les activités envisagées sur leurs territoires ; cela n'est pourtant que symbolique. En 2016, le président Nicolás Maduro signe ainsi un décret controversé créant une zone spéciale située au sud de l'Orénoque, permettant l'exploitation minière de l'or, afin de compenser la chute des revenus pétroliers du fait de la vétusté des installations d'extraction et des sanctions économiques américaines. Il crée l’Arco Minero de Orinoco (AMO) sans l’approbation de l’Assemblée nationale, en lui attribuant 12 % du territoire du pays – une superficie plus grande que le Portugal. L'augmentation de ces surfaces d'exploitation minière conduit à la déforestation de ces territoires, l'installation de mines illégales dans des parcs nationaux (notamment celui de Canaima, inscrit au patrimoine mondial de l'UNESCO) ou encore au développement des eaux stagnantes, qui favorisent la propagation des maladies (malaria, diphtérie, rougeole et tuberculose). Ces zones sont également les territoires ancestraux de divers peuples autochtones, dont les Pemóns, les Yanomami et les Yecuana. Cette décision du président Maduro est analysée comme un moyen de s'assurer la fidélité des forces armées, à qui a été confiée la zone, alors que son régime est confronté à une crise politique qui dure.
L'ONG SOSOrinoco a révélé, par exemple, un énorme complexe d’exploitation minière illégale dans le parc national de Yapacana, qui est devenu un bastion de la guérilla colombienne. Yapacana est la plus grande zone d’exploitation minière illégale de tout le biome amazonien.
En 2022, le Venezuela a le taux de déforestation le plus rapide de l'écozone néotropique et le cinquième taux le plus rapide au monde, avec un total de 1,4 million d’hectares perdus entre 2016 et 2021.

### Pollutions

#### La pollution de l'eau
Les lagons de Valencia et Maracaibo connaissent des pollutions.

### Impacts de l'urbanisation

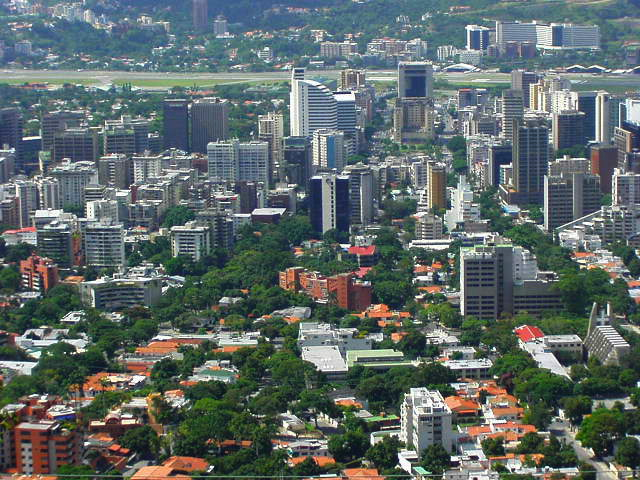
Vue aérienne sur une partie de Caracas.

Près de cinq millions d'habitants résident dans la métropole. Les quartiers pauvres s'appellent les ranchos.

## L'exposition aux risques
Le pays est soumis à différents risques : tremblements de terre, raz-de-marée, glissements de terrain, sécheresse périodique. 

### Grandes catastrophes naturelles nationales
Des pluies diluviennes, suivies d'importants glissements de terrain dans des zones fortement peuplées proches de l'aéroport international Simon Bolivar (La Guaira - État de La Guaira) ont fait environ 20 000 de morts en décembre 1999.

## Politique environnementale au Venezuela

### Quelle protection des espaces naturels et des peuples autochtones?
La Constitution de 1999 promulguée par Hugo Chávez prévoit la protection des espaces naturels et des cultures ancestrales. Théoriquement, les ethnies indigènes disposent d'un droit de regard sur les activités envisagées sur leurs territoires ; cela n'est pourtant que symbolique. En 2016, le président Nicolas Maduro signe ainsi un décret controversé créant une zone spéciale située au sud de l'Orénoque, permettant l'exploitation minière de l'or, afin de compenser la chute des revenus pétroliers du fait de la vétusté des installations d'extraction et des sanctions économiques américaines. L'augmentation de ces surfaces d'exploitation minière conduit à la déforestation de ces territoires, l'installation de mines illégales dans des parcs nationaux (notamment celui de Canaima, inscrit au patrimoine mondial de l'UNESCO) ou encore au développement des eaux stagnantes, qui favorisent la propagation des maladies (malaria, diphtérie, rougeole et tuberculose).